# Ubi primum (Benedikt XV.)
Das Apostolische Schreiben Ubi primum von Papst Benedikt XV., datiert vom 8. September 1914.
Unmittelbar nach Ausbruch des Ersten Weltkrieges wandte sich der Papst mit dieser Exhortatio an die kriegsführenden Nationen und alle Katholiken dieser Welt. In einer äußerst scharfen Form klagte er den Kriegsausbruch an, er stellte mit Entsetzen und Bitterkeit fest, dass in diesem Krieg das Blut der Christen fließe und dass Teile Europas vom Feuer verwüstet werden.
Der Papst bezeichnete sich als Vater und Hirte und rief zur Rettung des Friedens auf, er wollte alle ihm zur Verfügung stehende Macht nutzen, um dieses Unheil von seiner Herde abzuwenden.
Er schrieb weiter:
„Deshalb werden wir Gott mit den Augen und Händen zum Himmel erhoben anflehen. Wir mahnen und beschwören alle Kinder der Kirche und besonders die Regierenden. Wir bitten zu Gott damit er die Geißeln der Wut, durch seine Barmherzigkeit und Gerechtigkeit von den Sünden der Völker entferne.“
Benedikt XV. bat und beschwor diejenigen, denen das Schicksal der Völker anvertraut worden sei, und forderte sie auf, den Zwist im Interesse der menschlichen Gesellschaft einzustellen.